# Skikda
« Philippeville (Algérie) » redirige ici. Pour la commune de Belgique, voir Philippeville.
 (octobre 2007).
Si vous disposez d'ouvrages ou d'articles de référence ou si vous connaissez des sites web de qualité traitant du thème abordé ici, merci de compléter l'article en donnant les références utiles à sa vérifiabilité et en les liant à la section « Notes et références ».
Skikda (/skik.da/) (en arabe : سكيكدة ; en berbère : ⵙⴽⵉⴽⴷⴰ), anciennement Rusicada à l'époque antique, puis Philippeville pendant la période coloniale française, est une commune algérienne située en bordure de la mer Méditerranée, à 471 km à l'est d'Alger, dans la wilaya de Skikda. Elle est le chef-lieu éponyme de la wilaya de Skikda et de la daïra de Skikda.
La population de la commune de Skikda s'élève, au dernier recensement de 2016 à 320 000 habitants pour l'ensemble de l'agglomération.

## Géographie

### Situation

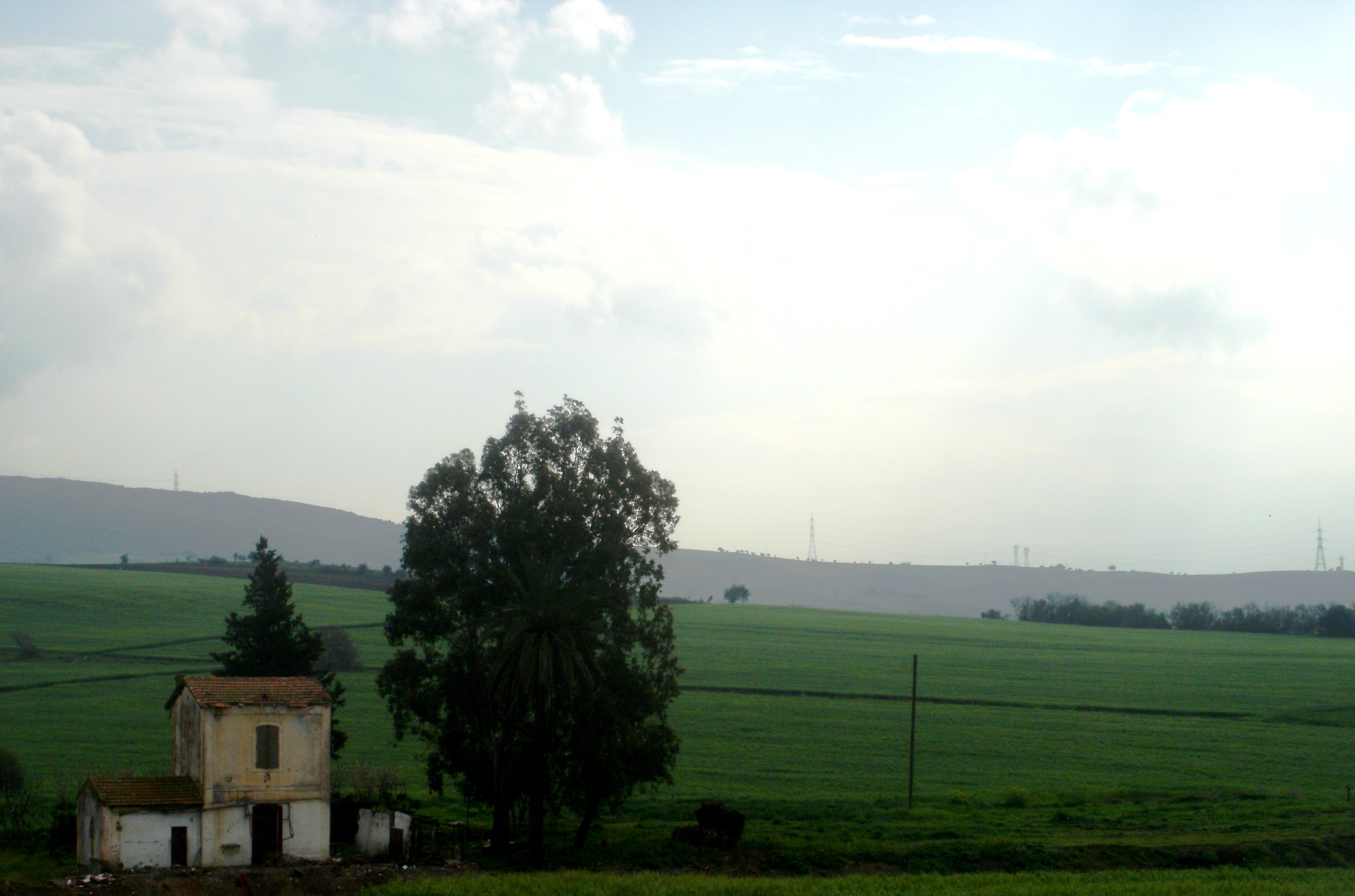
Environs de Skikda

Skikda est située à 471 km à l'est de la capitale Alger, à 140 km à l'est de Jijel, à 80 km au nord-est de Constantine et à 100 km à l'ouest d'Annaba.
La commune de Skikda est située au nord de la wilaya de Skikda, sur le littoral maritime. Elle est bordée au nord par la mer Méditerranée et est attenante aux communes de Filfila (à l'est), d'El Hadaiek et Hamadi Krouma (au sud) et de Aïn Zouit (à l'ouest et au sud-ouest).
|           | Mer Méditerranée          |         |
| Aïn Zouit | Skikda                    | Filfila |
|           | El Hadaiek, Hamadi Krouma |         |

La commune couvre une superficie de 5 200 hectares. Les coordonnées géographiques de la commune au point central de son chef-lieu valent respectivement 36° 52′ 00″ Nord et 6° 54′ 00″ Est.

### Relief et hydrographie

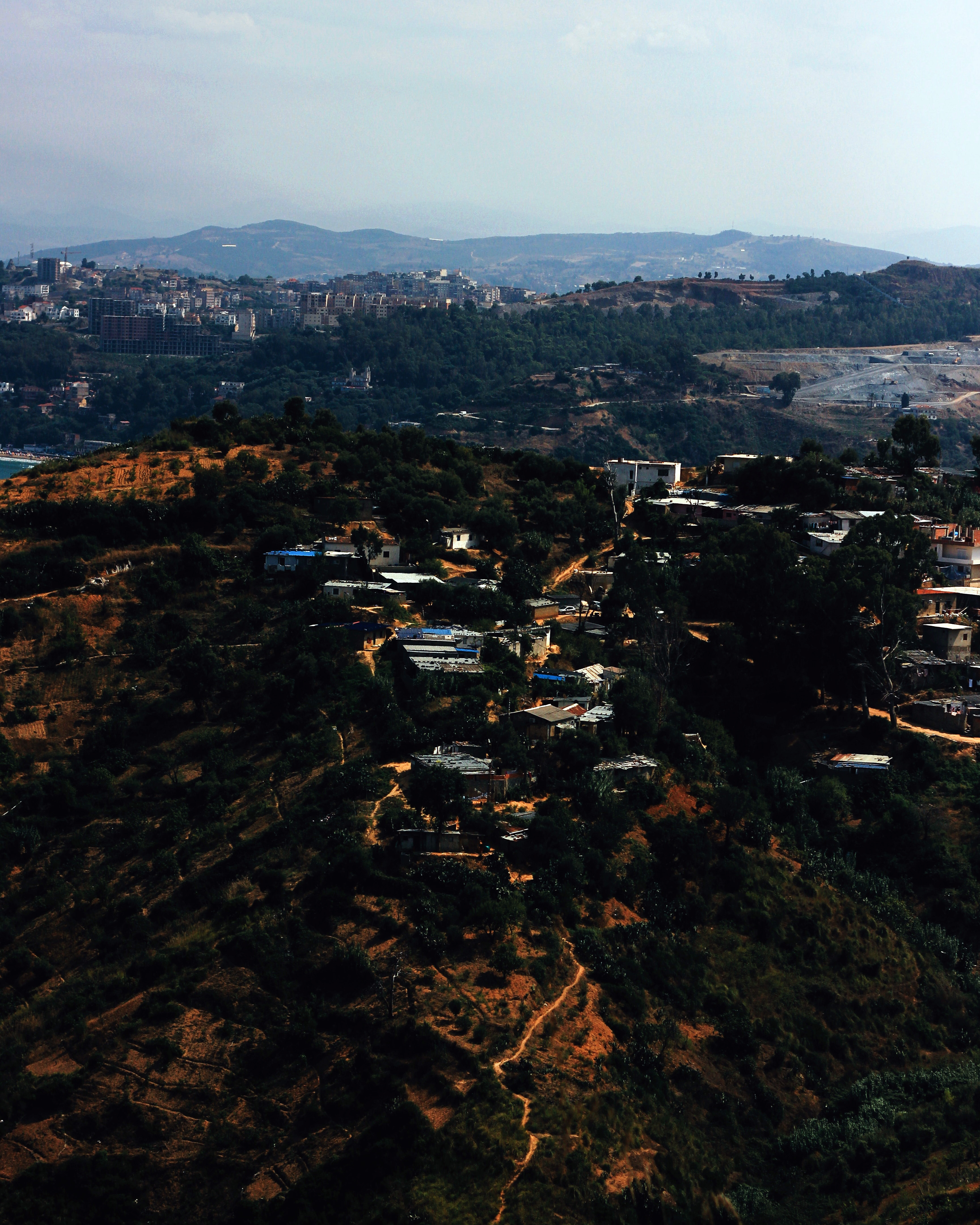
Grande vallée de Skikda.

La région de Skikda, de part et d'autre de la vallée du Saf-Saf jusqu'à Ain Bouziane, est localisée entre la presqu'île de Collo, dont le cap Bougaroun à l'ouest, la plaine de Guerbes, le cap de Fer et le massif de l'Edough à l'est, la chaîne numidique (prolongement des Babors), dont le djebel Sidi Driss, le col du Contour et la chaîne de Zerdeza, au sud, et enfin, le golfe de Numidia au Nord. Outre les dépressions de Saf-Saf, la plus importante, et celles de Tamalous et Azzaba, la wilaya de Skikda est une région montagneuse où l'altitude moyenne est de 300 m, avec cependant des pics dépassant les 1 000 m (djebel El Goufi, au-dessus de Collo, et djebel Sidi Driss, au-dessus de Beni Oulbane). Elle fait partie de l'Atlas tellien qui, à partir de l'Algérois vers l'Est du pays, se scinde en deux chaînes montagneuses parallèlement à la côte méditerranéenne : le bourrelet liminaire ancien du littoral et la chaîne du tertiaire, plus au sud, représentant la chaîne numidique qui prend naissance à Mila, à l'ouest (djebel M'cid Aïcha) et traverse la région de Guelma (djebel Maouna), après avoir servi de rempart entre les wilayas de Skikda et Constantine.

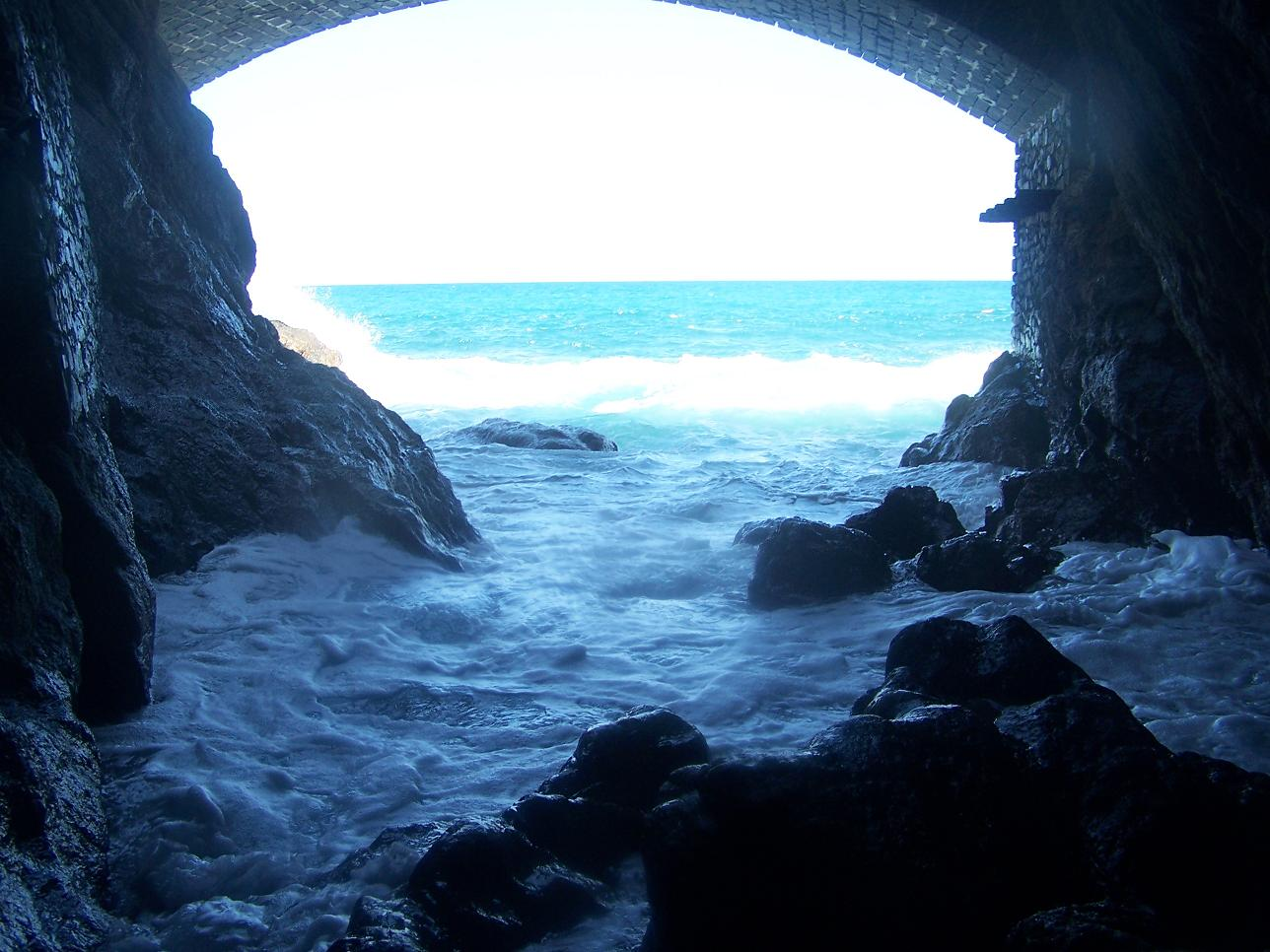
Grotte à Skikda

Par ailleurs, l'étude géologique du sous-sol de cette région fait ressortir cinq types de structures lithologiques : un soubassement primaire du pré-permien constituant le bourrelet liminaire ancien de la presqu'île de Collo; des sables ferrugineux (rouges) de l'ère secondaire (Ben M'hidi, Ain Righa…), une couverture gréso-argileuse modérément plissée du Numidien de l'ère tertiaire (El Goufi, Sidi Driss et toute la chaîne numidique), des terrains éruptifs ou volcaniques récents du tertiaire et du quaternaire (Bougarouni, Filfila, Cap de Fer, Chetaïbi…) et, enfin, des terrains très récents de plaines alluviales du Saf-Saf, Zeramna, oued El Guebli, dans la dépression de Tamalous et oued El Kébir, dans la plaine de Guerbés.
Du point de vue climatique, la région de Skikda est dominée par un climat dit de type méditerranéen caractérisé par un hiver doux et pluvieux et un été sec et chaud. Les précipitations moyennes annuelles enregistrées varient entre 800 et 1 200 mm de pluies, ce qui permet le développement d'une couverture végétale abondante se traduisant sur le terrain par la densité des forêts de chênes lièges et la biodiversité importante qui caractérise les écosystèmes terrestre, marin et d'eau douce (rivières, lacs…). Cette abondance de pluie explique également le vaste réseau hydrographique constitué par les cours d'eau permanents et alimente les réserves en eau souterraine sous forme de nappes phréatiques.

## Toponymie
Le nom de la commune dérive de Rusicada, ancien nom phénicien de la ville.
Skikda est également le nom de l'un des principaux promontoires de la ville donnant directement sur la mer. Rusicada, forme latinisée du toponyme punique de l'antique ville lieu choisi jadis par les Phéniciens pour y allumer un feu permanent destiné à guider leurs navires dans le golfe de Numidie (Sinus Numidicus), d'où l'appellation Rûs Ucadh (littéralement « le cap du feu » et, par extension sémantique, « le phare »).
Une autre hypothèse laisse penser que le nom est composé de Rus et de sicade et signifierait « le cap des sauterelles ». Cette dénomination basée sur un nom sémitique composé de Rus a probablement servi de base au nom latinisé Rusicade.
L'idée du phare est profondément ancrée dans l'inconscient collectif de la ville côtière.
Durant la colonisation française, la ville fut débaptisée en Fort de France, puis Philippeville en hommage au roi Louis-Philippe. Elle conservera ce nom jusqu'en 1962.

## Transports

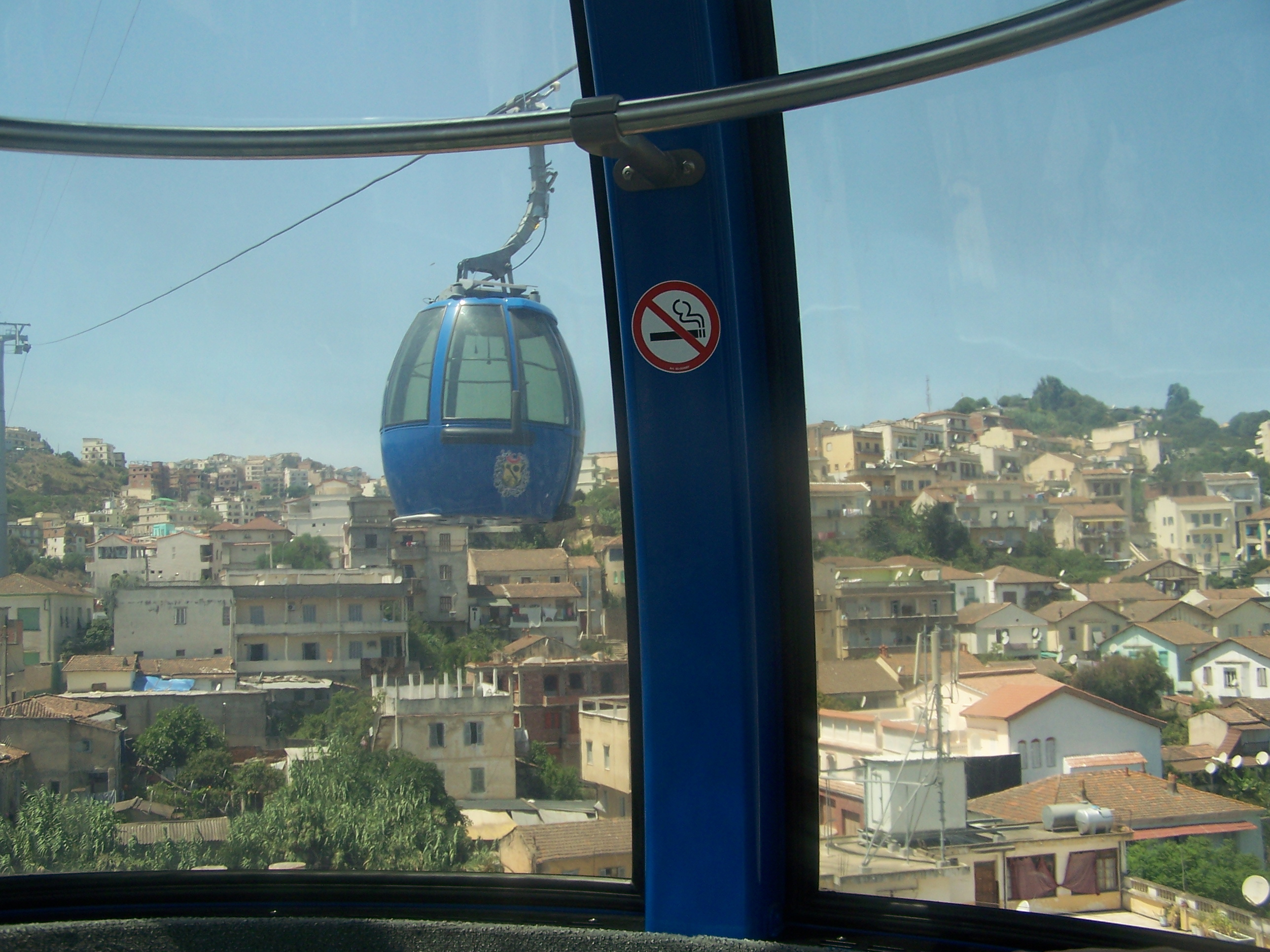
Télécabine de Skikda.

La ville dispose d'un important port commercial assurant entre autres des liaisons maritimes régulières de transport de voyageurs avec Marseille.
En plus du port commercial, la ville dispose d'un terminal pétrolier ainsi que d'un port de pêche (ce dernier est sis à Stora). Elle est également dotée d'une gare ferroviaire située près du port commercial où aboutissent les liaisons ferroviaires avec l'hinterland. La ville disposait également d'un aérodrome mais ce dernier a été fermé à la navigation aérienne pour des raisons de sécurité industrielle, puisque les pistes se trouvaient au sein de la zone pétrochimique.
En septembre 2008, la ville de Skikda s'est dotée d'un téléphérique reliant la cité Bouaabaz à la cité Bouyaala.
La ville dispose d'un réseau de transport routier (bus et taxi) dynamique qui assure la liaison avec les principales villes algériennes.

## Histoire

### Origine de la population
La population de la ville de Skikda et de sa région littorale est d'origine très diversifiée sur son substrat berbère, même si elle reprend jusqu'à l'époque contemporaine les structures de l'organisation clanique villageoise des populations d'Afrique du Nord.
On sait très peu de chose sur le peuplement de la ville après sa destruction subite au VIe siècle de l'ère chrétienne, mais des sources arabes du Moyen Âge et notamment les géographes El-Bakri et El-Idrissi, attestent de l'occupation du port de Stora aux XIe et XIIe siècles. L'historien Ibn Khaldoun l'évoque au XIVe siècle en la désignant sous le nom de Sikda et, un siècle plus tard, Hassan Al-Wazzani, plus connu sous le nom de Léon l'Africain, la décrit comme Sukaykida en précisant qu'elle était réservée aux négociants de la république de Gênes.
La région est dominée par des tribus berbères, issues des anciennes populations numides, puniques puis des diverses strates romanisées avant l'arrivée des populations vandales au Ve siècle (Presqu'île de Collo jusqu'aux Toumiettes) mais aussi de tribus arabes au XIe siècle, dont la structure a permis l'absorption d'autres éléments venus d'Afrique noire et des îles méditerranéennes.
Selon une théorie émise par Émile Masqueray, Il aurait existé également dans la région de Skikda un foyer de peuplement celtique autour de l'antique ville de Celtianis près de Beni Oulbane. Les souches originelles de ce qui allait composer actuellement la population de Skikda et sa région, sont répertoriées notamment dans les rapports d'enquêtes et les chroniques que réalisés par Laurent-Charles Féraud pour l'armée coloniale française et publiés dans le no 110 de la Revue africaine, en 1875.
Dans la région de Skikda (le sahel de Skikda ou de Phillipeville comptait donc à cette époque à peu près dans le massif de Phillipeville 5 360 arabes pour 14 820 berbères (page 450), ainsi selon l'étude française officielle en question (Recherches sur les tribus de l'Afrique septentrionale plus particulièrement de l'Algérie).
Les tribus arabes ethniques en 1851 selon le capitaine et scientifique Ernest Carette à Skikda :
- Beni Ouelban ;
- Eulma ;
- Ouichaouia du Filfila ;
- Redjeta.

Tribus indécises :
- selon Carette et Ibn Khaldoun, une fraction des Banu Mehena sont arabes ;
- Oulad djebara considérés comme arabes mais sûrement berbères (Ernest Carette).

Les tribus berbères ethniques en 1851 selon le capitaine et scientifique E. Carette à Skikda :
- Medjàdja ;
- Banu Mehena (plusieurs fractions kabyles mêlées avec des arabes) :
  - Hichaoua,
  - Tâabna,
  - Zerdeza,
  - El-Arouch,
  - Elma,
  - Beni-Salah,
  - Medjasda,
  - Merdjia,
  - Haddada,
  - Chekatktat,
  - Ouled-Oudina,
  - Ouled-Nouar,
  - Hadjadjemïa,
  - Demenia,
  - Ouled-Mazouni,
  - Ouled-Ah'med,
  - Beni-Djalama,
  - Msabah,
  - Zerdera ;
- Tehabena ;
- Zeramna ou jeramna tribu d'origine arabe[14] ;
- Oulad Atia (selon Ibn Khaldoun ils serrai une branche des Hilal)[15] ;
- Oulad el-Hadj ;
- Achéch ;
- Banu Ishak ;
- Banu Salah ;
- Oulad Aisha ;
- Oulad Atia (Colo) ideme[15] ;
- Beni Fergan ;
- Beni Merwan ;
- Slais ;
- Mchat.

Cette liste ne saurait être exhaustive, notamment en raison des différentes expropriations, du démantèlement de l'organisation tribale, des recompositions sociales introduites au sein des populations autochtones, ainsi que de l'exil et l'expatriement de pans entiers de la société qui ont suivi les différentes périodes d'occupation qu'a connues Skikda, d'autant plus que le recoupement des témoignages consignés dans les différents rapports des chroniqueurs se font par voie orale. Par ailleurs, relativement à d'autres sources, en sa qualité de région du nord constantinois, Skikda appartient à l'extrémité de ce que des géographes, tels que Paul Vidal de La Blache, Jean Despois et René Raynal appellent la Kabylie orientale.].

### Préhistoire
Cette période sur laquelle on connaît très peu de choses se compose de deux âges : la préhistoire et la protohistoire. Le premier âge se traduit par l'existence d'un ensemble de vestiges qui ont été recensés dans les localités de Tamalous et de Kerkera, dans la zone ouest du bas massif, ainsi qu'à Souk Lihoud, près de Bounaghra, dans la presqu'île de Collo. Ces vestiges sont représentés par des monuments mégalithiques importants. Il s'agit, en l'occurrence, de dolmens, monuments datant de l'ère néolithique (20 000 ans av. J.-C.). On y trouve également des grottes anciennes. Quant au second âge, la protohistoire, qui représente en fait l'aube ou le début de l'ère historique, elle a été décrite par l'historien français: Stéphane Gsell (1864-1932) qui lie cette période à une peuplade qui avait élu domicile dans cette région et que des sources latines auxquelles il a été fait référence appelaient les Gutuma. II s'agit en fait des Kutama, une tribu berbère dont les limites territoriales occupaient, selon le sociologue et historien: Ibn Khaldoun, l'axe Béjaïa, Annaba et Baghaï, dans les Aurès.

### Antiquité

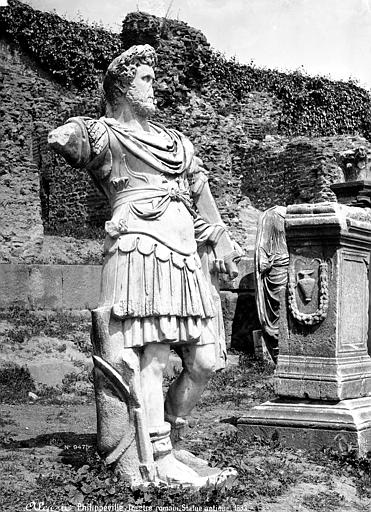
Statue de Philippeville 1893

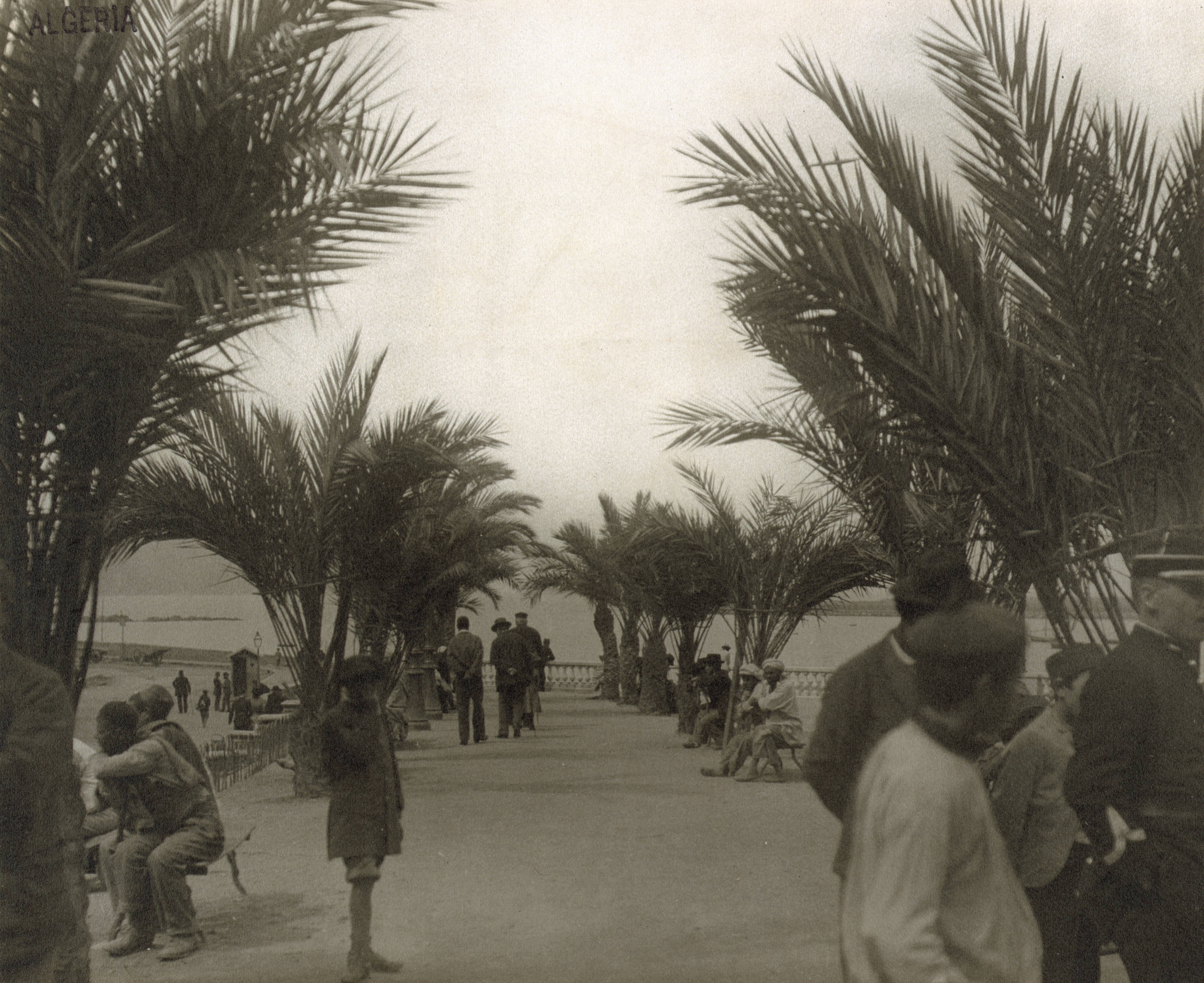
Skikda entre 1860 et 1900.

#### Période phénicienne
Ancien comptoir phénicien fondé durant l'extension de la civilisation des Phéniciens au-delà de leurs frontières originelles. Sa création se situe à l'arrivée de ces derniers sur les côtes de l'océan Atlantique vers 2 000 ans av. J.-C.
Entre les XIIe et XIe siècles avant notre ère, virent le jour les comptoirs de Rusucade (Skikda), Chullu (Collo), Tsaf-Tsaf et Astora (Stora), tous quatre faisant partie de l'actuelle wilaya de Skikda. Le comptoir de Tsaf-Tsaf fut érigé à proximité de l'ancienne embouchure de l'actuel Oued Zeramna, non loin de l'actuelle gare ferroviaire et de la place du 1er novembre, au pied de cet autre comptoir qu'est Rusucade, appellation phénicienne composée de deux mots « Rus » désignant le cap, et « Ucade » (prononcé Oucade) signifiant feu, le tout donnant ainsi une traduction littérale de « cap du feu ».
Cette signification étymologique se retrouve également dans deux autres villes côtières auxquelles les Phéniciens donnèrent les noms de Rusazir (Azeffoun) et Rusuccum (Dellys). Les phares n'existant pas encore, le premier ayant été édifié par les Grecs d'Alexandrie, en Égypte, sur l'Île de Pharos sous le règne de Ptolémée II Philadelphe au IIIe siècle avant notre ère, les Phéniciens allumaient chaque soir un brasier sur le promontoire de Rusucade afin de diriger vers Astora les navires venant de l'Est. II faut dire que du fait de sa position altitudinale avantageuse car plus élevée que les autres promontoires environnants, Rusucade était l'emplacement idéal pour accueillir le phare.
D'ailleurs, à ce propos, notons qu'en berbère "Askad" désigne le belvédère et Skikda signifierait donc le belvédère d'où l'on peut admirer la beauté de la baie de Stora. Pour sa part, Tsaf-Tsaf désigne également le nom de l'antique Zeramna. Tout cours d'eau bordé de saules est appelé par les Phéniciens Tsaf-Tsaf (Saf-Saf en arabe). À cette époque (antiquité), beaucoup plus loin en amont, et la plaine alluviale actuelle située entre Merdj Eddib et Ben M'hidi n'existait pas encore, un lagon ainsi que d'immenses marécages que finira par combler la rivière venant des Zerdezas en représentaient le paysage originel.
En outre, à 3 km à l'ouest de Rusucade est localisé le comptoir de Astora dont le mot tire son origine de la racine sémitique « STR » qui signifie « protéger ». Astora désigne également la déesse phénicienne de l'amour et de la beauté, déesse considérée par la même occasion protectrice des navigateurs. Il est, par ailleurs, à signaler que le trait particulier de Astora, qui est aussi un golfe montrant donc une eau toujours calme, renforce la croyance des navigateurs sur le caractère protecteur de Astora, car les protégeant, ainsi que le port, des vents violents de direction nord-ouest soufflant sur la région.
Rusucade connut un développement important sur tous les plans à telle enseigne qu'il devint le centre névralgique des activités commerciales autour duquel perlaient notamment Chullu et Tsaf-Tsaf. Actuellement, il ne reste plus de cette grande ville phénicienne que quelques vestiges funéraires localisés sur les hauteurs de Stora, à travers les nécropoles de Stora, le djebel de Skikda, antique Rusucade, à proximité du siège de la wilaya, dans un site dominant le golfe.
Durant cette phase d'occupation de Rusucade, les Phéniciens introduisirent l'usage du bronze et du fer ainsi que celui de leurs nombres et de leur alphabet. Ils enseignèrent également aux autochtones de meilleurs procédés de culture de la vigne et leur apprirent à greffer l'oléastre pour donner l'olivier.

#### Période numide
En 202 av. J.-C., l'armée du général carthaginois Hannibal est vaincue lors de la bataille de Zama (Tunisie actuelle) dans de violents affrontements qui l'ont opposé à l'alliance scellée entre les Romains dirigés par Scipion l'Africain et la cavalerie numide menée par le chef des Numides Massyles, Massinissa. Tsaf-Tsaf, que les Romains transcrivent Thapsa ou Thapsus, ainsi qu'Astora et Rusucade font partie du royaume numide gouverné par Massinissa et qui s'étend de Vaga (Béja en Tunisie) à la Mulucha (actuelle Moulouya), rivière frontalière avec la Maurétanie turgitane (le Maroc actuel). La capitale de ce royaume est Cirta, qu'on prononce Qurta (quourta), mot d'origine punique signifiant la ville.
Durant cette période, Rusucade connut un niveau de développement des plus importants. À cet effet, elle contribua de façon notable à la promotion et l'amélioration des relations commerciales avec le siège principal des Romains, à savoir la grande ville de Rome. Cette coopération bilatérale permit à Cirta de devenir le point nodal de la production agricole qui a atteint un degré d'évolution tel que la capitale du royaume numide constitua pour les Romains le principal centre d'approvisionnement en viandes, huiles, olives et autres denrées alimentaires pour toutes leurs colonies et leur territoire situes à l'intérieur des plaines. Cependant, malgré cette embellie commerciale, la période numide fut caractérisée par une faiblesse clans le réseau routier, problème d'ailleurs que les Romains rencontrèrent lors de l'approvisionnement de leurs colonies situées à l'intérieur des terres qui étaient desservies par de simples chemins de terre non aménagés à travers monts et collines. C'est ce qui poussa les Romains, lors de leur occupation, à développer tout un réseau de maillages routiers, notamment à Rusucade. Seulement, cette coopération numidoromaine est loin d'être un havre de paix, car les intentions belliqueuses des Romains commencèrent à poindre à l'horizon, notamment après la destruction de Carthage en 146 av. J.-C., qui vit les Romains s'intéresser de près au royaume numide afin d'empêcher et de mettre un terme à l'expansion et l'essor de ce dernier.

#### Période romaine
La grandeur du royaume numide a aiguisé les velléités hégémonistes autour du trône. En 105 av. J.-C., Jugurtha fut arrêté et Cirta devenait la capitale de la nouvelle confédération romaine qui intégra en son sein des villes importantes, à l'image de Colic, Mila et Skikda. Rusucade, devenue Rusicade, et Astora devinrent des colonies romaines et connurent durant cette période un développement économique et commercial important. Conséquence de cette occupation, Rusicade vit son réseau routier se développer à une vitesse vertigineuse et ce, pour drainer les multiples échanges commerciaux qui se font avec les villes alentour et dont Rusicade fut la plaque tournante d'un commerce florissant. Parmi ces routes celle qui relie Cirta au port de Rusicade; la route nord-ouest qui longe le littoral en traversant l'oued Annab et qui rejoint la ville d'Hippone (Annaba); la route en direction de l'est qui plonge dans les villes de l'intérieur pour se bifurquer selon deux autres directions: l'une menant vers Guelma et l'autre menant vers le sud pour atteindre Mila. Plus tard, le général Pompée, rival de Jules César dans la lutte pour le pouvoir, est vaincu avec son allié Juba Ier, roi de Numidie, à Thapsus de l'Afriqua (Tunisie actuelle) en 46 av. J.-C. Ce dernier se donna la mort et son fils Juba II, élevé dans la cour de Rome, fut proclamé roi de Maurétanie à Iol Caesarea (Cherchell actuelle) vers 25 av. J.-C. et marié à Cléopâtre Séléné, fille d'Antoine et de la reine Cléopâtre d'Égypte, à la gloire de laquelle son mari érigeât le monument le « Tombeau de la chrétienne ». Nonobstant les origines numidiennes du roi, ce royaume fut contrôlé par les Romains.
Après donc la victoire de César en 47 av. J.-C., la ville de Rusicade a connu de nombreuses modifications à travers notamment l'extension de la zone portuaire où furent construits de nombreux hangars dans le but de répondre aux besoins sans cesse croissants des activités et des échanges commerciaux.
Par ailleurs, un siècle après l'occupation romaine, Rusicade devint un municipe se gouvernant selon ses propres lois (conformément à la définition même du terme Municipe), mais s'acquittant néanmoins de l'impôt en nature (ou impôt de l'Annone) à destination de Rome. Les habitants des Municipes deviennent progressivement des citoyens à part entière et sont dirigés par un magistrat imposé (praefectus) et des magistrats librement choisis.
L'occupation romaine durant plusieurs siècles ne fut pas sans laisser de traces. En effet, de nombreux édifices imposants furent érigés çà et là et dont quelques-uns sont encore visibles à travers des vestiges sauvegardés dans un musée.
À l'origine, la ville de Rusicade était dédiée à l'Astora des Romains, la déesse Vénus, d'où son nom de « Colonia Veneria Rusicade » ou « colonie de Rusicade dédiée à Vénus ». L'âge d'or de Rusicade correspond au règne des Antonins, au IIe siècle apr. J.-C., plus exactement entre 182 et 96 apr. J.-C. La ville connut une richesse et une opulence des plus enviables et abritait une population estimée à l'époque à 100 000 âmes, les dimensions du théâtre romain en faisant foi vu qu'il pouvait accueillir 30 000 spectateurs. Il est à noter que le plan des rues de la ville coloniale française Philippeville est superposable à celui de la ville romaine de Rusicade, à une exception près, le Zeramna a cédé la place à la rue Nationale, actuelle rue Didouche Mourad, après avoir été détourné de son lit par les autorités françaises, durant la colonisation, vers le Saf-Saf par le biais d'un canal.
Dans toute ville romaine, il y a une rue principale appelée le « Cardo maximus » et traversée en son centre par le « Decumanus ». Pour Rusicade, le Cardo maximus à une direction nord-sud de part et d'autre du lit du Tsaf-Tsaf ou Thapsus (actuel Zeramna et plus précisément la rue Didouche Mourad) et le Decumanus montre une direction est-ouest et correspond à l'actuelle rue Boudjemâa Lebardi qui traverse la rue Nationale vers le siège de la direction de l'Éducation.
Par ailleurs, d'autres édifices sont également témoins de l'occupation romaine, dont notamment :
- le forum romain, qui a été bâti au centre de la ville de Rusicade et qui servait de lieu de rencontres où se déroulaient moult activités socio-politico-culturelles. C'était un lieu d'expression. L'actuelle esplanade de la Liberté en est le témoin ;
- les ponts de la route supérieure de Stora qui étaient des ponts romains construits en gros appareils réguliers (gros blocs de pierre réguliers) que l'APC a malheureusement couverts de ciment au début des années 1980 ;
- les fondations du théâtre municipal sont celles du temple de Vénus, épaisses substructures en petit appareil régulier, couverts également de ciment au début des années 1990 ;
- les fondations du palais de justice correspondent à celles du temple de la Victoire ;
- les fondations de l'hospice des vieillards sont celles des temples d'Hélios (dieu du soleil) et de Mithra ;
- les fondations de l'hôpital et l'hôtel Es-Salem correspondent à celles de Jupiter Apennin et de Bellone (déesse de la guerre).

#### Période vandale
Durant longtemps, Rusicade préserva sa réputation de ville-phare et de centre commercial très important par où transitent de nombreux navires venant de toutes les contrées avoisinantes et lointaines et servit pendant une longue période, avec Stora, de plaque tournante économique dans l'approvisionnement et les échanges commerciaux entre Rome et ses colonies en Afrique du Nord. Mais cette embellie économique et cette relative accalmie connurent une fin tragique avec l'arrivée des Vandales sur les côtes de l'Afrique du Nord.
En 439, à la suite d'une attaque surprise, les Romains furent défaits à Carthage qui tomba entre les mains des Vandales. C'était le début d'une nouvelle ère pour Rusicade, nouvelle mais néanmoins funeste, car l'occupation vandale fut des plus destructrices. C'était le commencement de la fin. En fait, avec l'arrivée des Vandales rien n'a changé, en bien cela s'entend, car ils n'apportèrent aucune amélioration à leurs nouvelles colonies, en général, et à Rusicade, en particulier. Ils ont maintenu en place tous les systèmes de gouvernance et économiques à l'exception du mode de gestion immobilière qui se traduisait notamment par l'expropriation violente des terres fertiles et cultivables. Les actes de répression étaient le lot quotidien des habitants. L'anarchie, la décadence et la dégradation des conditions de vie n'augurent rien de bon et la création de sites militaires était le jeu prisé des Vandales, ce fut d'ailleurs le seul domaine dans lequel ils excellaient. II fut ainsi jusqu'à la destruction de Rusicade, fait du dernier roi vandale fuyant le général byzantin Bélisaire et ce, en 533.
Au terme de la période romaine et vandale, et à la suite des bouleversements qui s'ensuivirent, la région de Rusicade connut de nombreuses tentatives de recouvrement de la souveraineté berbère qui était sous la domination byzantine.

### Moyen Âge et période arabo-musulmane
À partir du VIIe siècle, la région fait partie de l'Ifriqiya, elle est tour à tour omeyyade, abbasside, fihride, muhallabide[réf. nécessaire], aghlabide, fatimide, ziride, hafside et ottomane.
L'arrière-pays Skikdi connaît une islamisation à partir de Mila sous le gouverneur omeyyade Abou al-Mouhajir Dinar 674-681. La chute de Carthage aux mains des Arabes (omeyyades), arrive vers 698 sous Hassan ibn Numam al-Ghassani, (692-703), Bone (Annaba) suit vers 699 la région côtière est touchée en même temps, Avec l'avènement de l'islam, la langue arabe est introduite et facilement assimilée car les autochtones maîtrisent déjà l'usage de la langue sémitique punique, parallèlement aux autres langues telles que le berbère et le latin.
D'ailleurs, la nouvelle appellation de Rusicade tire ses origines de l'arabe, donnant Sucaïcada ou Ras Skikda. Les premiers chroniqueurs arabes, dont l'un des premiers à avoir écrit sur les conquêtes arabes lbn Abd El Hakam, rapportent l'appellation au toponyme de Taskikdit. Avec l'arrivée des Ottomans qui dominent longtemps Constantine et Collo, les régions montagneuses échappent plus ou moins et relativement à la domination turque, dont Skikda et Stora.
Les tribus de la région appartenaient autrefois à la tribu berbère des Ketamas (Kutama) qui ont rallié et suivi le calife fatimide Ubayd Allah al-Mahdi al-Fatimi vers l’Égypte où ils fondent le Caire après avoir vaincu Abbassides et Aghlabides, l'histoire des tribus Bani Hilal et Bani Sulaym, mis à part ce qu'en a dit Ibn Khaldoun, n'est retenue dans la région que sous la forme de chants et de poèmes.
Selon le géographe al-Idrissi dans la région entre l'ancienne Collo et Constantine qui correspond au territoire de la wilaya de Skikda, entre la mer et Constantine se trouvaient des populations arabes hilaliennes : « De Constantine au port d’al-Collo, 2 journées, en traversant une contrée fréquentée par les Arabes ». Plus loin l'auteur continue : « D’al-Collo à Constantine, on compte 2 journées, en se dirigeant vers le sud et en traversant un pays occupé par les Arabes »

### Période coloniale

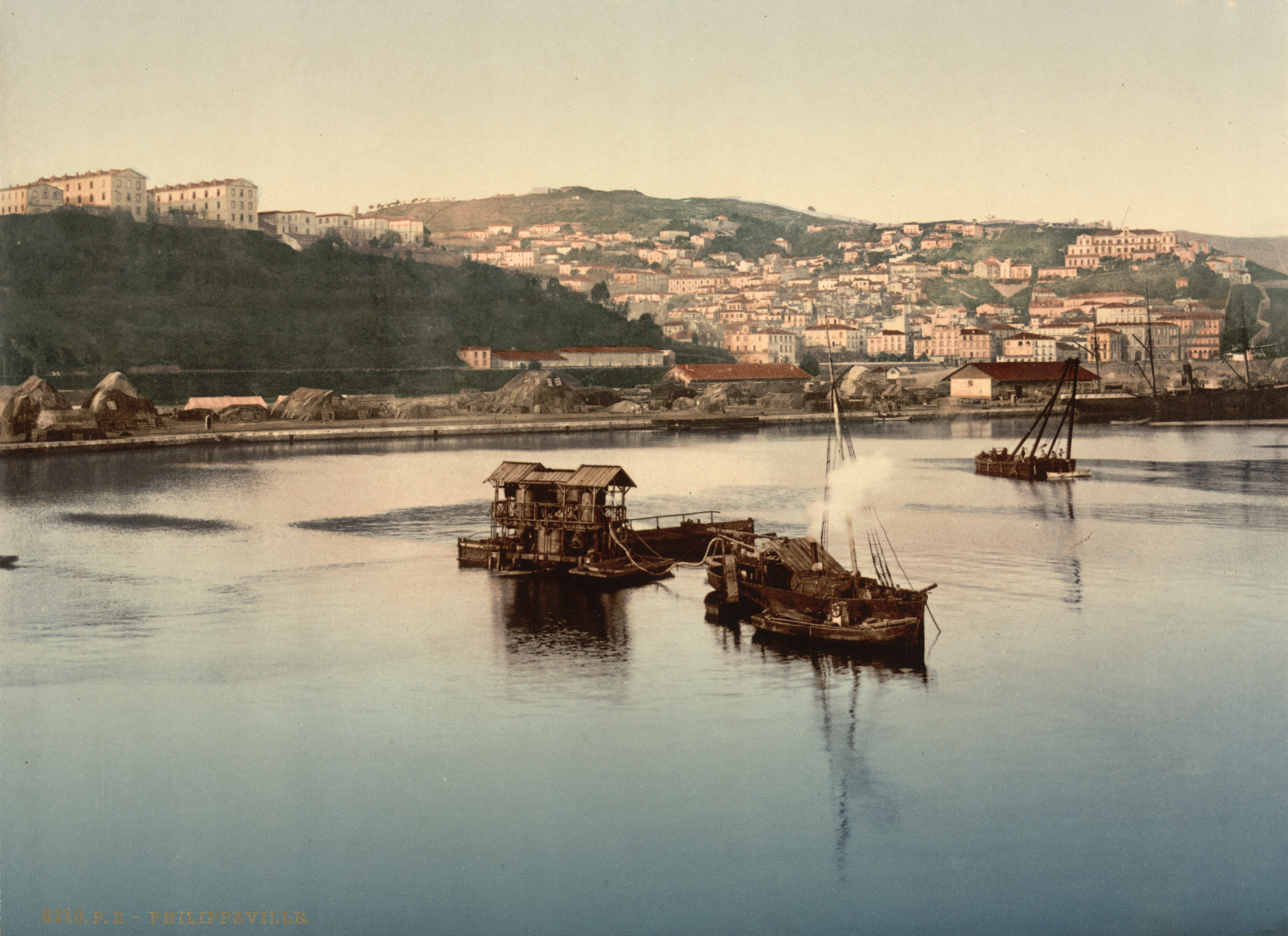
Photochrome de Skikda vue de la mer au début des années 1900.

Les ruines de la ville antique, détruite par les Vandales au Ve siècle de l'ère chrétienne, furent investies par les Français en janvier 1838 lors de la colonisation de l'Algérie peu après la chute de Constantine. Repoussées lors d'une première tentative par voie terrestre en provenance de Constantine, les troupes françaises étaient entrées par la baie de Stora, un ancien comptoir phénicien dont l'histoire remonte à 1000 av. J.-C., devenue plus tard le port de pêche de Skikda, et installèrent leur quartier général sur l'emplacement actuel de l'hôpital, situé en hauteur, pour faire face à la résistance armée des tribus des environs. La ville fut rebaptisée Fort de France du nom du navire qui permit le débarquement des Français dans la baie, puis Philippeville en hommage au roi Louis-Philippe. Elle conservera ce nom jusqu'en 1962.
C'est en négociant avec les tribus hostiles des environs, notamment les puissantes confédérations guerrières des Béni Méhenna et des Béni Béchir, que les Français purent occuper, en premier lieu, une des deux rives de l'oued Saf-Saf (l'antique Thapsus) qui coupe les deux vallées sur lesquelles se trouve la ville actuelle. Les Français négocièrent également les hauteurs de Bouabbaz en échange de la construction de la Mosquée de Sid Ali el-Adib en 1840 sur l'autre versant de la ville faisant face au lieu. La mosquée de Sid-Ali el-Adib, du nom d'un saint d'origine syrienne venu de Béjaïa du nom de Sayyidi Ali al-Adib al-Qaysi, est aujourd'hui la plus ancienne mosquée de la ville.
Lors de son second voyage en Algérie, l'empereur Napoléon III fit escale à Philippeville le 28 mai 1865 ; il y fut accueilli par le maire et le sous-préfet Nouvion.
En 1911, au cours d'une grève de protestation des dockers du port de Philippeville, les ouvriers musulmans lèvent un drapeau turc et un autre, de couleur verte, frappé du croissant et de l'étoile qui est considéré comme l'un des ancêtres du drapeau algérien, pour exprimer leur solidarité et leur fidélité à l'Empire ottoman.
Le 4 août 1914, le port de Skikda est violemment bombardé par un bâtiment de guerre de la marine allemande, le croiseur de bataille SMS Goeben qui arborait un pavillon russe pour faire diversion, dès qu'il fut en position de tir, il le remplace par le pavillon allemand. Les pertes françaises furent de 16 morts et de nombreux blessés.
En 1935, le réformateur religieux Abdelhamid Ben Badis visitant la ville y fut mal accueilli. Ce qui a donné naissance au mythe d'une ville dont les enfants auraient été maudits par le célèbre prédicateur.
Durant les années 1920-1930, un prédicateur religieux errant du nom de Ben Aroua émit une série de prophéties sur l'avenir de la ville dont celles, demeurées célèbres dans la mémoire collective, relatives à la guerre et à l'indépendance, à un serpent métallique dont les origines se perdent dans les sables du désert et la tête dans la mer, allusion allégorique au pipeline qui relie les champs pétrolifères du Sahara au terminal pétro-chimique, ainsi qu'à la survenue d'une catastrophe de type apocalyptique dont ne seront rescapés que ceux qui se réfugieront sur les hauteurs du Djebel Messiouen situé non loin de la ville.

### Seconde Guerre mondiale
En 1942, les troupes alliées y débarquent, notamment sur les plages de Jeanne d'Arc (actuellement Larbi Ben M'hidi) où la carcasse rouillée d'un mini sous-marin gît toujours au niveau de la 7e plage. La ville est également la cible de bombardements aériens effectués par des avions-bombardiers italiens et allemands.
La venue des GI alliés suscite l'enthousiasme général des populations musulmanes de la ville. Le 25 juillet 1943, un incident entre un tirailleur sénégalais et des Algériens sert de prétexte à un massacre commis au niveau du quartier arabe (l'actuelle Souika) durant lequel des tirailleurs sénégalais tuent une trentaine de civils algériens. C'est grâce à l'intervention d'un colonel de l'armée anglaise que cesse le massacre dont les victimes sont inhumées en présence du maire de la ville, Cuttoli, et des principaux notables européens et musulmans.
Philippeville a été décorée, le 28 février 1950, de la croix de guerre 1939-1945 (France) avec étoile d'argent par Marcel-Edmond Naegelen, gouverneur général d'Algérie, en place à l'époque.

### Guerre d'Algérie
Au cours de la guerre d'Algérie (1954-1962), Skikda fut le théâtre d'atroces massacres : le 20 août 1955, une série d'attaques menées par des unités de l'Armée de libération nationale (ALN), sous la responsabilité de Youcef Zighoud et de Lakhdar Bentobal a massacré des cibles européennes, parfois dans d'horribles souffrances,. Des enfants, certains de moins de 3 ans, sont égorgés, ou fracassés contre les murs, les femmes sont violées. En tout on dénombre plus d'une centaine de morts, ces massacres touchent aussi des notables musulmans au voisinage et dans la ville entraîne de terribles représailles de la part des milices armées constituées par le maire, des forces de commando-parachutistes et de bérets rouges de l'armée française dont l'école était située à Jeanne d'Arc (7 km de la ville) et des milices armées constituées d'extrémistes pieds-noirs.
Les militaires tiraient à vue sur tous les hommes de 14 à 70 ans. Ceux qui ne furent pas sommairement exécutés sur place furent rassemblés et emmenés au stade municipal (aujourd'hui Stade du 20 août 1955) où ils furent massacrés et ensevelis dans des fosses communes recouvertes à la chaux vive tandis que des hameaux (notamment le Béni-Melek) subissaient des pilonnages massifs à l'artillerie et des bombardements aériens.
Le militant anticolonialiste Daniel Guérin estimait le nombre des victimes algériennes dans la ville de Skikda à 2 000. Les recherches récentes évaluent le nombre des victimes du côté des insurgés pour l'ensemble du Constantinois entre trois et cinq mille morts,.

### Depuis l'indépendance de l'Algérie
En 1962, la ville de Skikda connut un exode de la population européenne (pieds-noirs) vers la France. Durant les années 1950, mais plus particulièrement à partir des années 1960 et 1970, la ville connut un afflux massif de populations rurales (mais également celles en provenance d'autres régions aussi lointaines qu'Oran) à la recherche d'emplois dans le secteur tertiaire puis dans le domaine pétrolier; ce qui a eu pour effet de recomposer totalement les structures sociales et démographique de la ville. Le même phénomène s'accentua au cours des années 1990 durant lesquelles les populations fuyant l'insécurité, vinrent s'établir dans les grandes agglomérations urbaines.

## Administration
La ville de Skikda, ex-Philippeville, avait été administrée par l'armée française de 1838 jusqu'en 1843.
Le 9 février 1843, elle est érigée en Commune par arrêté du ministère de la Guerre.
Après l'indépendance de l'Algérie le 5 juillet 1962, Skikda est une sous-préfecture du département de Constantine. Elle devient un chef-lieu de wilaya (préfecture) à la suite du découpage territorial de 1974.
Les municipalités en Algérie ont été administrées par des Assemblées populaires communales ou APC, qui subsistent encore. Cependant, ce mode d'organisation communale s'avére problématique et génère des dysfonctionnements. Par exemple, le budget alloué à la mairie de Skikda est souvent bloqué,.
| Période                                  | Période    | Identité                     | Étiquette           | Qualité                         |
| ---------------------------------------- | ---------- | ---------------------------- | ------------------- | ------------------------------- |
| 24/07/1857                               | 12/09/1870 | Adolphe Wallet               |                     |                                 |
| 12/09/1870                               | 07/11/1870 | Lucien Teissiere             |                     |                                 |
| 07/11/1870                               | 03/12/1871 | Jules Riondel                |                     |                                 |
| 03/12/1871                               | 16/03/1874 | Théophile Réguis             |                     |                                 |
| 16/03/1874                               | 25/08/1876 | Adolphe Wallet               |                     |                                 |
| 06/02/1877                               | 01/02/1878 | Alphonse Lhote               |                     |                                 |
| 12/03/1878                               | 23/01/1881 | Alexandre Ricoux             |                     |                                 |
| 24/02/1881                               | 28/05/1882 | Ferdinand Vellard            |                     |                                 |
| 28/05/1882                               | 18/05/1884 | Théophile Réguis             |                     |                                 |
| 18/05/1884                               | 15/12/1884 | Robert Calendini             |                     |                                 |
| 13/12/1884                               | 20/05/1888 | René Ricoux                  |                     |                                 |
| 20/05/1888                               | 01/05/1892 | Ferdinand Vellard            |                     |                                 |
| 15/05/1892                               | 16/05/1898 | René Ricoux                  |                     |                                 |
| 17/05/1898                               | 15/05/1900 | Lucien Sider                 |                     |                                 |
| 16/05/1900                               | 14/05/1904 | René Ricoux                  |                     |                                 |
| 15/05/1904                               | 05/04/1914 | Albert Teissier              |                     |                                 |
| 12/04/1914                               | 10/04/1929 | Octave Passerieu             |                     |                                 |
| 19/05/1929                               | 08/12/1940 | Paul Cuttoli                 |                     |                                 |
| 01/07/1941                               | 22/04/1943 | Colonel Émilien Saint-Martin |                     |                                 |
| 23/04/1943                               | 27/04/1949 | Paul Cuttoli                 |                     |                                 |
| 02/06/1949                               | 07/05/1953 | Louis Cordina                |                     |                                 |
| 07/05/1953                               | 07/02/1957 | Paul Benquet-Crevaux         |                     |                                 |
| 1957                                     | 1962       | Roger Roth                   |                     |                                 |
| 1963                                     | 1974       | Zighed Ali (Tayeb)           |                     |                                 |
| 1988                                     | 1990       | Mohamed Nakkoub              |                     |                                 |
| 1997                                     | 2002       | Mohamed Oudina               | RND                 |                                 |
| 2007                                     | 2010       | Ferhat Ghanaï                |                     | Enseignant, directeur de l’OPGI |
| 2010                                     | 2012       | Louahem Mohamed              | FLN                 | Enseignant Retraité             |
| 2012                                     | 2013       | Ramzi Chebli                 | RND                 |                                 |
| 2014                                     | 2017       | Kamel Tabbouche              |                     |                                 |
| 2017                                     | 2021       | Mohamed Bougueroua           |                     |                                 |
| 2021                                     | 2023       | Ali Khantit                  | Indépendant         |                                 |
| 2024                                     | En cours   | Farès Bellara                | Front El Moustakbal |                                 |
| Les données manquantes sont à compléter. |            |                              |                     |                                 |

Le 5 février 2020, Mohamed Bougueroua et son prédécesseur, Kamel Tabbouche, sont placés sous mandat de dépôt pour des faits de corruption.

### Jumelages
En 2005, un accord a été signé avec l'Autorité palestinienne pour jumeler la ville de Skikda avec Jérusalem Est.

## Économie
Autrefois région à forte vocation agricole et touristique, Skikda est devenue l'un des bastions de l'industrie pétrolière du pays puisqu'elle abrite une plateforme pétrochimique qui comprend deux raffineries de pétrole, deux centrales électriques, un terminal de gazoduc et un d'oléoduc, deux unités de liquéfaction de gaz et une unité chimique de polymères. Le tout s'étend sur une surface de plus de 1 500 hectares.
En 2004, la China National Petroleum Corporation (CNPC) a remporté un contrat d'un montant de 390 millions de dollars visant à reconstruire la raffinerie de Skikda.

## Sports
La ville possède un club de football: la JSMS ou la Jeunesse Sportive du Médina Skikda, portant les couleurs noir et blanc. Elle fut l'une des meilleures équipes du championnat national dans les années 1960 -1970.

## Culture
La fête de la fraise est un événement annuel qui se tient au mois de mai pour célébrer l'une des spécialités de la région. Des danses folkloriques, des fantasias, des concours de pâtisseries et d'artisanat sont organisés à cette occasion. La ville, compte aussi des équipements culturels comme la maison de la culture : Aïssat Idir, au style architectural haussmannien et des bibliothèques.

### Patrimoine

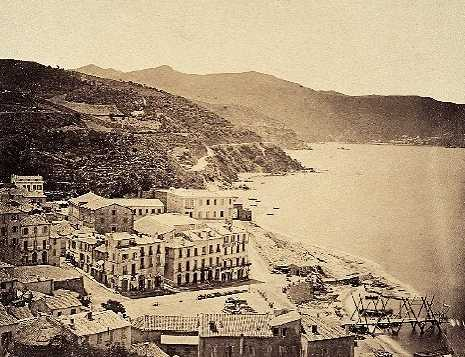
Panorama de Philippeville, photo de Félix-Jacques Moulin, en 1856

La ville compte un patrimoine architectural important dont le plus impressionnant reste l'amphithéâtre romain, édifié au IIIe siècle de l'ère chrétienne, est situé en plein centre de la ville de Skikda (adjacent au lycée de jeunes filles En-Nahda). Sa capacité est plus importante que celle des amphithéâtres de Guelma et de Timgad. Skikda faisait partie des rares villes possédant sept salles de cinéma dès les années 1930 : l'Empire, l'Eden, le Rivoli, le Rialto, le Régent, le Colisée et le Lido ainsi qu'un grand casino à la plage qui porte le même nom. Le théâtre municipal est d'un style similaire, par certains de ses aspects, au style baroque et constitue l'une des curiosités de la ville. L'Hôtel de ville de style néo-mauresque, conçu par Le Corbusier. Il contient des tableaux de maîtres d'une très grande valeur.
Cette région est importante pour l'hivernage de l'avifaune d'une partie de l'Europe, patrimoine environnemental de la ville.

#### Patrimoine préhistorique
II ne subsiste de cette période que deux types de vestiges des grottes et des monuments mégalithiques représentés par des dolmens. Les grottes sont localisées à Tamalous et Kerkera, dans la presqu'île de Collo. Quant aux dolmens, ils sont répertoriés au niveau de Bounaghra, au lieu-dit Souk Lihoud, de Tamalous (où il en a été recensé 20) et de Kerkera (au nombre de 3). Le mystère entourant ces dolmens et leur rôle demeure entier. Mais des tentatives d'interprétation leur attribuent la fonction de nécropoles mégalithiques de l’ère préhistorique.

#### Patrimoine antique
De l’antique et prospère Rusicade, il ne reste plus que, grossièrement, deux vestiges qui ont défié le temps et les hommes : le théâtre antique et la voûte romaine. Les autres formes sous lesquelles on retrouve ce qui représentait l’époque faste de la période romaine sont les ruines romaines et les substructures ainsi que les fondations d'édifices publics romains sur lesquels a été bâtie la nouvelle ville coloniale.
Les différents sites abritant les ruines romaines sont nombreux. On peut citer les ruines romaines d'oued Bibi et oued Tanger, dans la commune de Aïn Zouit, entre Skikda et Collo celles de Paratianis, à Guerbès ou littoral de Djendel (daIra de Azzaba); celles de Culucinatis (près de la Marsa), de Celtiana, l'antique Beni Oulbane et, enfin, les ruines de Cobb et de Stora. De ces ruines ont été récupérées de très nombreuses pièces archéologiques qui ont alimenté les différents musées de la région, notamment le musée municipal de Skikda.
La voûte romaine est située à proximité du port de pêche de Stora. Ce vestige était en réalité une nymphée consacrée au culte de l'eau et comprenant un ensemble de vastes salles d'eau (citernes) creusées sous la falaise de l’Horloge. Cette construction servait au stockage de l'eau. Les citernes restaurées par les colons français, situées dans la partie basse de Stora et utilisées depuis l'occupation française, étaient d'une contenance de 3 000 m3 d'eau environ à l'époque romaine. La citerne se trouvant sous la voûte et qui recevait les eaux provenant de la fontaine située au-dessus est une merveille architecturale de la période romaine. Malgré les mutilations qu'elle a subies et qui ont éventré une large proportion de sa voûte, elle témoigne de son antique importance par ses dimensions 8 mètres de large sur 9 mètres de haut, avec une longueur qui ne devait pas être inférieure à 20 - 25 mètres. Des blocs de maçonnerie provenant de cette citerne existent encore sur le contrebas indiquant par là qu'elle s'est effondrée ou qu'elle a été démolie lors de l'établissement, durant l'époque coloniale, du chemin menant de Stora au petit phare, Parmi les autres ouvrages en dur destinés à l'eau, on peut citer les sept citernes romaines (seb'a ebiar) de Fort national, au sommet de la partie nord de Bouyala, qui sont encore utilisées de nos jours pour alimenter en eau les vieux quartiers de Skikda.
Les substructures et fondations d'édifices publics romains. Le 7 octobre 1838, lorsque l'armée coloniale arriva à Skikda, elle découvrit les vestiges d'une immense ville antique, les ruines de Rusicade. Du fait de la résistance héroïque des Skikdis, sous la direction de Si Zaghdoud, les Français prirent la résolution de s'installer sur le site même de Rusicade et s'empressèrent de construire le mur d'enceinte et édifièrent de nouvelles maisons sur les restes des constructions antiques.
Les cubes de granit de l'époque romaine furent réutilisés dans la majorité des assises des nouveaux édifices coloniaux. On peut d'ailleurs le constater de visu dans le quartier napolitain, dans le mur porteur extérieur du CEM El Khawarizmi et dans beaucoup d'autres quartiers de la ville coloniale. En outre, le tracé des rues du Skikda colonial correspond et se confond avec celui de l'antique Rusicade, à quelques exceptions près. Le Cardo maximus (principale rue des villes romaines) qui comprenait deux voies parallèles de part et d'autre d'un lit d'oued correspond à l'actuelle rue Didouche Mourad, et le Decumanus (occupant perpendiculairement d'est en ouest le Cardo maximus) correspond à l'actuelle rue Boudjemaâ Lebardi.
Concernant les édifices publics de l'ère coloniale, pour la plupart bâtis sur des substructures ou des fondations d'édifices de l'époque romaine, on peut citer le collège Émile Maupas (lycée Ennahda) qui occupa l'esplanade du proscenium (la scène) du théâtre romain ; le théâtre municipal construit sur les substructures en petit appareil régulier du temple de Vénus ; le tribunal bâti sur les substructures du temple de la Victoire ; la place Marqué (actuelle 1er novembre) qui s'étend au-dessus des vestiges (qui existent toujours) d'une fontaine monumentale; l'hôpital et l'ex-caserne de France (hôtel Es Salem) qui furent édifiés sur les restes du temple de Jupiter et Bellone ; l'hospice des vieillards construit sur ce qui fut le temple de Mithra. Le mur d'enceinte colonial (1838-1930), dont il reste des pans entiers sur le Bouyala-Seb'a Ebiar avec des tours de guet et des meurtrières, épousait le trace des fortifications de l'époque romaine.
Le génie militaire de l'armée française dut détruire le cirque (amphithéâtre), qui était situé près du cimetière européen, pour ériger le mur d'enceinte. Dans ce cirque, pouvant accueillir jusqu'à 8 000 spectateurs, se déroulaient à l'époque romaine des combats de gladiateurs et des venationes (chasses ou combats contre des animaux).
Par ailleurs, l'église Saint-Philippe (détruite en 1979), fut édifiée en grand appareil avec le granit ocre des carrières romaines, sur l'emplacement de la basilique romaine dédiée à la martyre donatiste sainte Digna dont le tombeau et les restes, découverts en 1886, sont conservés au musée de Constantine. Enfin, la place de la Liberté correspond au Forum de la période romaine.

#### Patrimoine moderne
Pour célébrer le centenaire de la colonisation de l’Algérie, des fêtes grandioses furent organisées en 1930 par les autorités françaises à travers tout le pays. C'est dans cette optique que la municipalité de Philippeville (Skikda) se lança dans une vaste opération d'édification d'un ensemble urbanistique de style andalou-mauresque, les prémices de ce qui allait devenir le style néo-mauresque. C'était la période faste de la colonisation. L'Algérie semblait définitivement acquise.
II fallait donc passer à l'étape suivante, celle de s'approprier, nationaliser, intégrer et franciser l'art et le patrimoine architectural arabo-musulman de l'Algérie. Cet ensemble urbanistique comprend de véritables chef-d'œuvre architecturaux aux lignes sobres et au décor très riche c'est un exemple d'art néo-mauresque adapté par le très grand architecte attitré de la ville, Charles Montaland, aux exigences et aux nécessités modernes d'une importante administration, que ce soit celle de I'Hôtel de ville, de la gare des chemins de fer, de Ia banque centrale ou celle de la grande poste et du palais Mériem Azza. La majorité de ces constructions se situent le long du boulevard Front de mer.

## Personnalités liées à Skikda
Ordre chronologique des années de naissance.
- Marcus Vipsanius Agrippa (63-12 avant Jésus-Christ) général et homme politique romain, consul, gouverneur de Gaule trisalpine, gouverneur d'Orient, gendre d'Auguste.
- Henri Nouvion (1862-1945), banquier français, fondateur et administrateur-directeur général de la Banque de l’Afrique Occidentale, y est né ;
- Émile Morinaud (1865-1952), sous-secrétaire d'État à l'Éducation physique dans les gouvernements Pierre Laval, y est né ;
- Louis Haas (1870-1936), peintre ;
- Edmond Gojon (1886-1935), poète français, y est né ;
- Pierre Blanchar (1892-1963), acteur et célèbre musicien de l'entre-deux-guerres, ayant notamment joué avec Michèle Morgan dans La Symphonie pastorale, y est né ;
- Hocine Lahouel (1917-1995), homme politique algérien, y est né le 17 décembre 1917;
- Marcel Gori (1924-2006), écrivain, auteur notamment de L'Algérie illustrée, y est né
- Ali Kafi (1928-2013), président du Haut Comité d'État de 1992 à 1994, y est né ;
- Willy Diméglio (1934-2020), ancien député de l'Hérault, y est né ;
- Fadéla M'Rabet (1935-2025), écrivaine, docteure en biologie, enseignante, femme de lettres, féministe algérienne, y est née.
- Roland Irolla (1935-), peintre français, y est né ;
- Ahmed Oudjani (1937-1998), footballeur international algérien, y est né ;
- Saïd Bouhadja (1938-2020), président de l'Assemblée populaire nationale, y est né ;
- Dalil Boubakeur (1940-), recteur de la mosquée de Paris et premier président du conseil français du culte musulman, y est né ;
- Jean-Louis Comolli (1941-2022), réalisateur, scénariste et écrivain, y est né ;
- Mohamed Maghlaoui (1944-2009), ancien ministre des transports, y est né ;
- Ali El Kenz (1946-2020), sociologue et écrivain algérien, y est né ;
- Aïssa Draoui (1950-2006), footballeur international algérien, y est né et décédé ;
- Jean-Paul Celea (1951-), contrebassiste français de jazz et de musique contemporaine, y est né ;
- Malek Chebel (1953-2016), philosophe et islamologue algérien, y est né ;
- Richard Conte (1953-), peintre, y est né.
- Abdallah Djaballah (1956-), homme politique, président de parti et plusieurs fois candidat aux élections présidentielles algériennes, y est né ;
- Pascal Lalle (1956-), directeur central de la sécurité publique (2012-2018), y est né;
- Chantal Aumeran (1959-), dirigeante syndicaliste française, y est née ;
- Marie-Christine Saragosse (1960-), proposée par le CSA comme présidente de l'Audiovisuel extérieur de la France (AEF), y est née ;
- Karim Sarroub (1969-), psychanalyste et écrivain, y est né ;
- Brahim Metiba (1977-), écrivain, y est né ;